# 1906년 중간 올림픽 육상
1906년 중간 올림픽 육상은 그리스 아테네에서 개최된 1906년 중간 올림픽의 종목이다. 20개국에서 233명의 선수가 참가하였으며, 21개 세부 종목으로 진행되었다.

## 경기장
| 도시   | 경기장              | 원어명             | 로마자               | 비고    |
| ------ | ------------------- | ------------------ | -------------------- | ------- |
| 아테네 | 파나티나이코 경기장 | Παναθηναϊκό στάδιο | Panathinaiko Stadium | 전 종목 |

## 참가국
| - 그리스 (70명) - 노르웨이 (6명) - 덴마크 (5명) - 독일 (17명) - 미국 (33명) - 벨기에 (2명) - 보헤미아 (4명) - 스웨덴 (14명) - 노르웨이 (1명) - 영국 (20명) | - 오스트레일리아 (3명) - 오스트리아 (10명) - 이집트 (1명) - 이탈리아 (5명) - 캐나다 (3명) - 크레타 (8명) - 튀르키예 (1명) - 프랑스 (12명) - 핀란드 (3명) - 헝가리 (12명) |

## 메달 집계

### 최종 순위
| 순위 | 국가           | 금메달 | 은메달 | 동메달 | 합계 |
| ---- | -------------- | ------ | ------ | ------ | ---- |
| 1    | 미국           | 11     | 6      | 6      | 23   |
| 2    | 영국           | 3      | 5      | 1      | 9    |
| 3    | 스웨덴         | 2      | 4      | 5      | 11   |
| 4    | 헝가리         | 1      | 3      | 1      | 5    |
| 5    | 그리스         | 1      | 2      | 4      | 7    |
| 6    | 캐나다         | 1      | 1      | 0      | 2    |
| 7    | 핀란드         | 1      | 0      | 1      | 2    |
| 8    | 프랑스         | 1      | 0      | 0      | 1    |
| 9    | 독일           | 0      | 1      | 1      | 2    |
| 10   | 벨기에         | 0      | 1      | 0      | 1    |
| 11   | 오스트레일리아 | 0      | 0      | 2      | 2    |
| 합계 | 합계           | 21     | 23     | 21     | 65   |

### 메달리스트
| 종목                        | 금                               | 은                               | 동                                 |
| --------------------------- | -------------------------------- | -------------------------------- | ---------------------------------- |
| 남자 100m 자세히            | 아치 한 · 미국                   | 페이 물턴 · 미국                 | 니겔 버커 · 오스트레일리아         |
| 남자 400m 자세히            | 폴 필그림 · 미국                 | 와인드험 헬스웰 · 영국           | 니겔 버커 · 오스트레일리아         |
| 남자 800m 자세히            | 폴 필그림 · 미국                 | 짐 라이트보디 · 미국             | 와인드험 헬스웰 · 영국             |
| 남자 1500m 자세히           | 짐 라이트보디 · 미국             | 존 맥고 · 영국                   | 크리스티안 헬레스트룀 · 스웨덴     |
| 남자 5mi 자세히             | 헨리 하트레이 · 영국             | 요한 스반베리 · 스웨덴           | 에드바르드 달 · 스웨덴             |
| 남자 110m 허들 자세히       | 로버트 리빗 · 미국               | 알프레드 힐리 · 영국             | 빈센트 둔커 · 독일                 |
| 남자 1500m 경보 자세히      | 조지 본허그 · 미국               | 도널드 린던 · 캐나다             | 콘스탄틴 스페트시오티스 · 그리스   |
| 남자 3000m 경보 자세히      | 스턴티치 죄르지 · 헝가리         | 헤르만 뮐러 · 독일               | 게오르기오스 사리다키스 · 그리스   |
| 남자 마라톤 자세히          | 빌리 셰어링 · 캐나다             | 요한 스반베리 · 스웨덴           | 윌리엄 프랭크 · 미국               |
| 남자 멀리뛰기 자세히        | 마이어 프린스테인 · 미국         | 피터 오코너 · 영국               | 후고 프렌드 · 미국                 |
| 남자 세단뛰기 자세히        | 피터 오코너 · 영국               | 콘 리하이 · 영국                 | 토머스 크로넌 · 미국               |
| 남자 높이뛰기 자세히        | 콘 리하이 · 영국                 | 괸치 러요시 · 헝가리             | 테미스토클리스 디아키디스 · 그리스 |
| 남자 높이뛰기 자세히        | 콘 리하이 · 영국                 | 괸치 러요시 · 헝가리             | 허버트 케리건 · 미국               |
| 남자 장대높이뛰기 자세히    | 페르낭 공드 · 프랑스             | 브루노 쇠데르스트룀 · 스웨덴     | 에드워드 글로버 · 미국             |
| 남자 제자리높이뛰기 자세히  | 레이 유리 · 미국                 | 레옹 뒤퐁 · 벨기에               | 없음                               |
| 남자 제자리높이뛰기 자세히  | 레이 유리 · 미국                 | 로선 로버트슨 · 미국             | 없음                               |
| 남자 제자리높이뛰기 자세히  | 레이 유리 · 미국                 | 마틴 셰리던 · 미국               | 없음                               |
| 남자 제자리멀리뛰기 자세히  | 레이 유리 · 미국                 | 마틴 셰리던 · 미국               | 로선 로버트슨 · 미국               |
| 남자 포환던지기 자세히      | 마틴 셰리던 · 미국               | 다비드 미할리 · 헝가리           | 에릭 레밍 · 스웨덴                 |
| 남자 돌던지기 자세히        | 니콜라오스 게오르간타스 · 그리스 | 마틴 셰리던 · 미국               | 미칼리스 도리자스 · 그리스         |
| 남자 원반던지기 자세히      | 마틴 셰리던 · 미국               | 니콜라오스 게오르간타스 · 그리스 | 베르네르 얘르비넨 · 핀란드         |
| 남자 고대 원반던지기 자세히 | 베르네르 얘르비넨 · 핀란드       | 니콜라오스 게오르간타스 · 그리스 | 무딘 이스트반 · 헝가리             |
| 남자 창던지기 자세히        | 에릭 레밍 · 스웨덴               | 크누트 린드베리 · 스웨덴         | 브루노 쇠데르스트룀 · 스웨덴       |
| 남자 5종 자세히             | 햘마르 멜란데르 · 스웨덴         | 무딘 이스트반 · 헝가리           | 에릭 레밍 · 스웨덴                 |

## 참고 자료
- (영어) “Athletics at the 1906 Athina Summer Games”. sports-reference.com. 2009년 1월 1일에 원본 문서에서 보존된 문서. 2010년 12월 8일에 확인함.
- (영어) De Wael, Herman. “Herman's Full Olympians: "Athletics 1906".”. 2016년 3월 5일에 원본 문서에서 보존된 문서. 2018년 11월 28일에 확인함.